# Église Saint-Martin de Soindres
L'église Saint-Martin est située à Soindres, dans les Yvelines.

## Description
Cet édifice est construit sur un plan de 28 mètres de long sur 8 mètres de large. La nef se termine par un chevet polygonal à trois pans. Le chœur voûté est surmontée de croisées d’ogives.
Il est inscrit aux monuments historiques depuis 1975.

## Paroisse
Elle appartient au groupement paroissial Mantes Sud.

## Mobilier
Elle est ornée d'un tableau datant de la seconde moitié du XVIIIe siècle, une Prédication de Saint-Martin.

## Galerie d'images

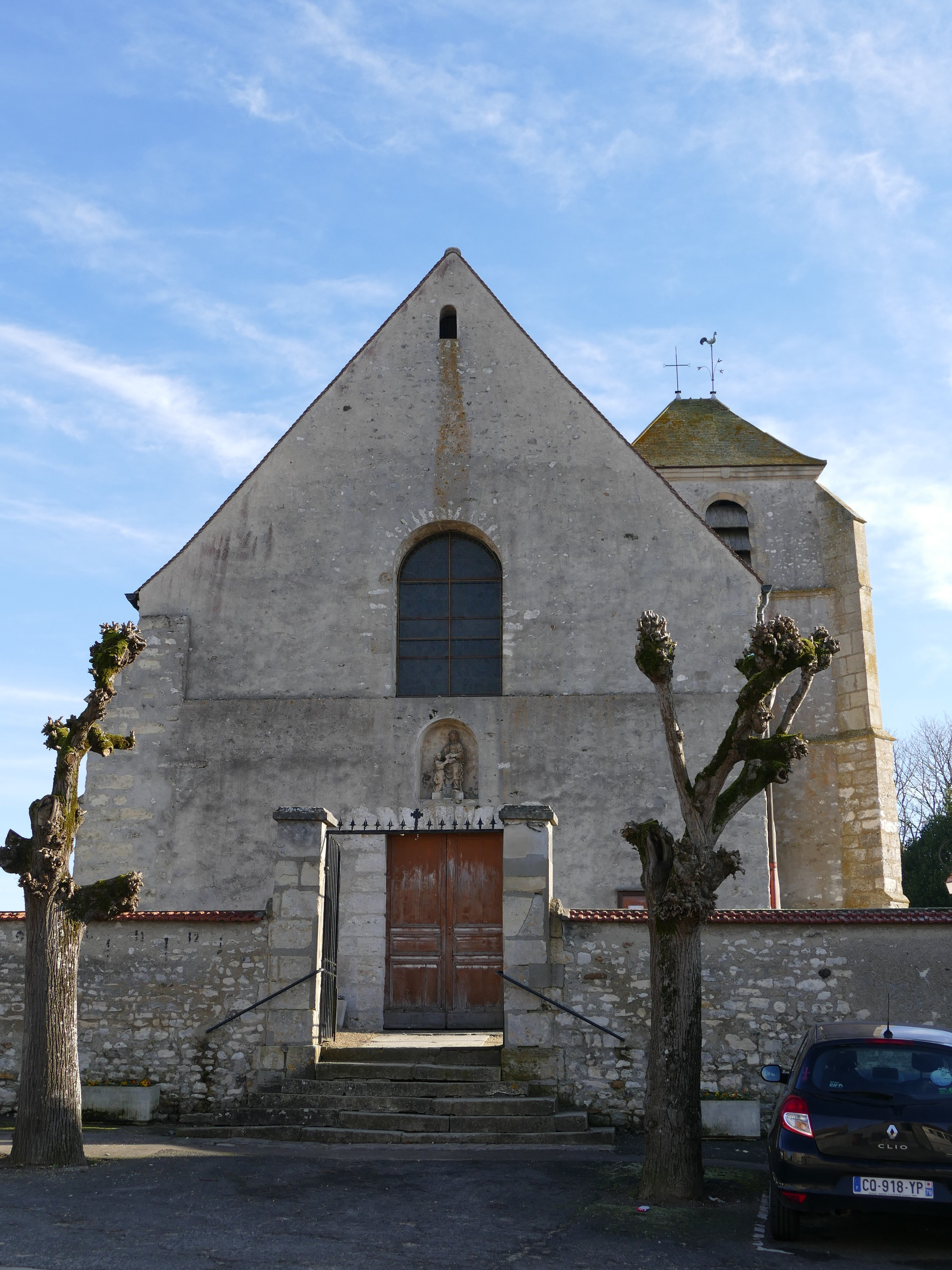
La façade
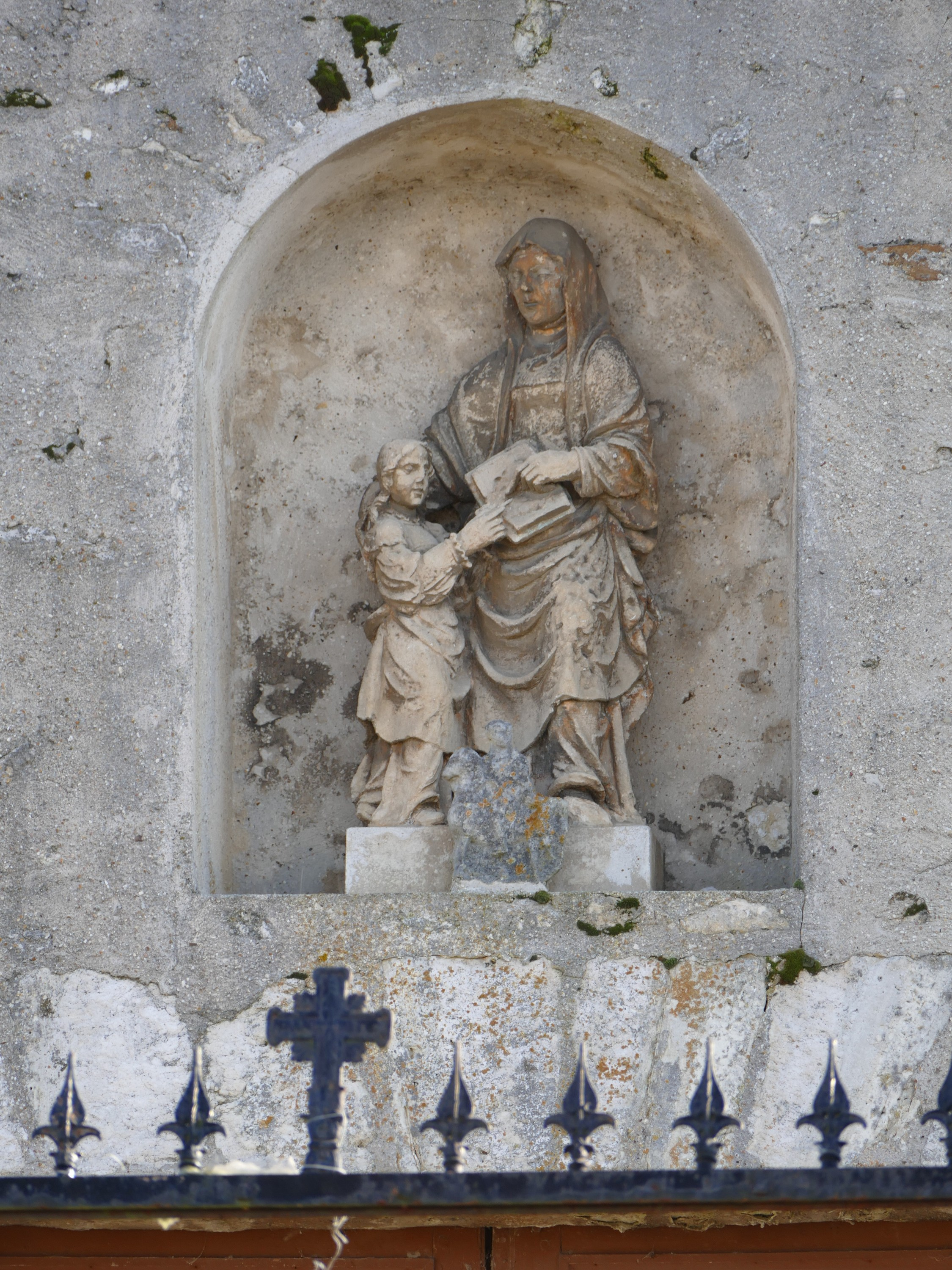
Statue de la Vierge et sainte Anne sur la façade
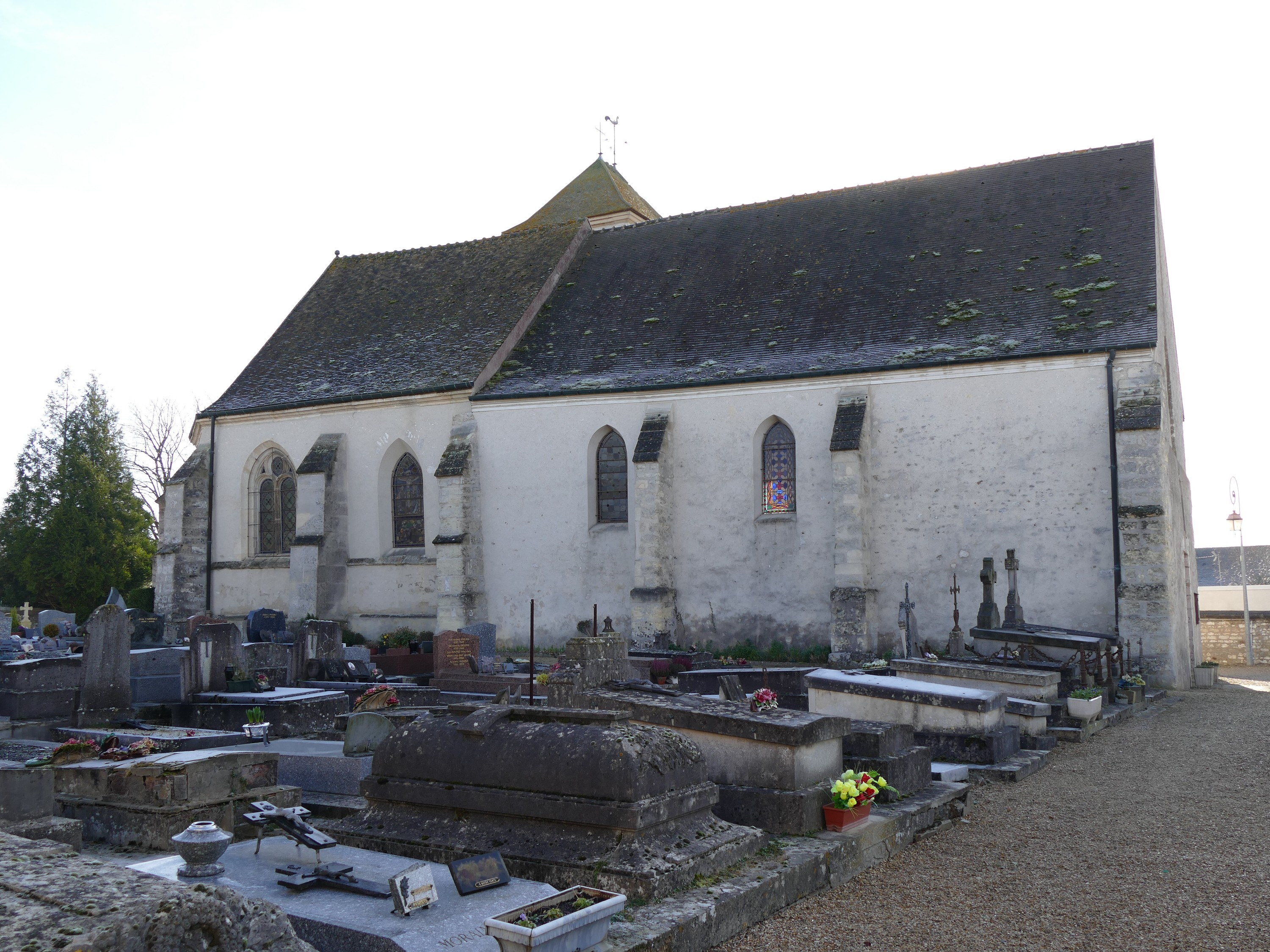
Le côté Nord
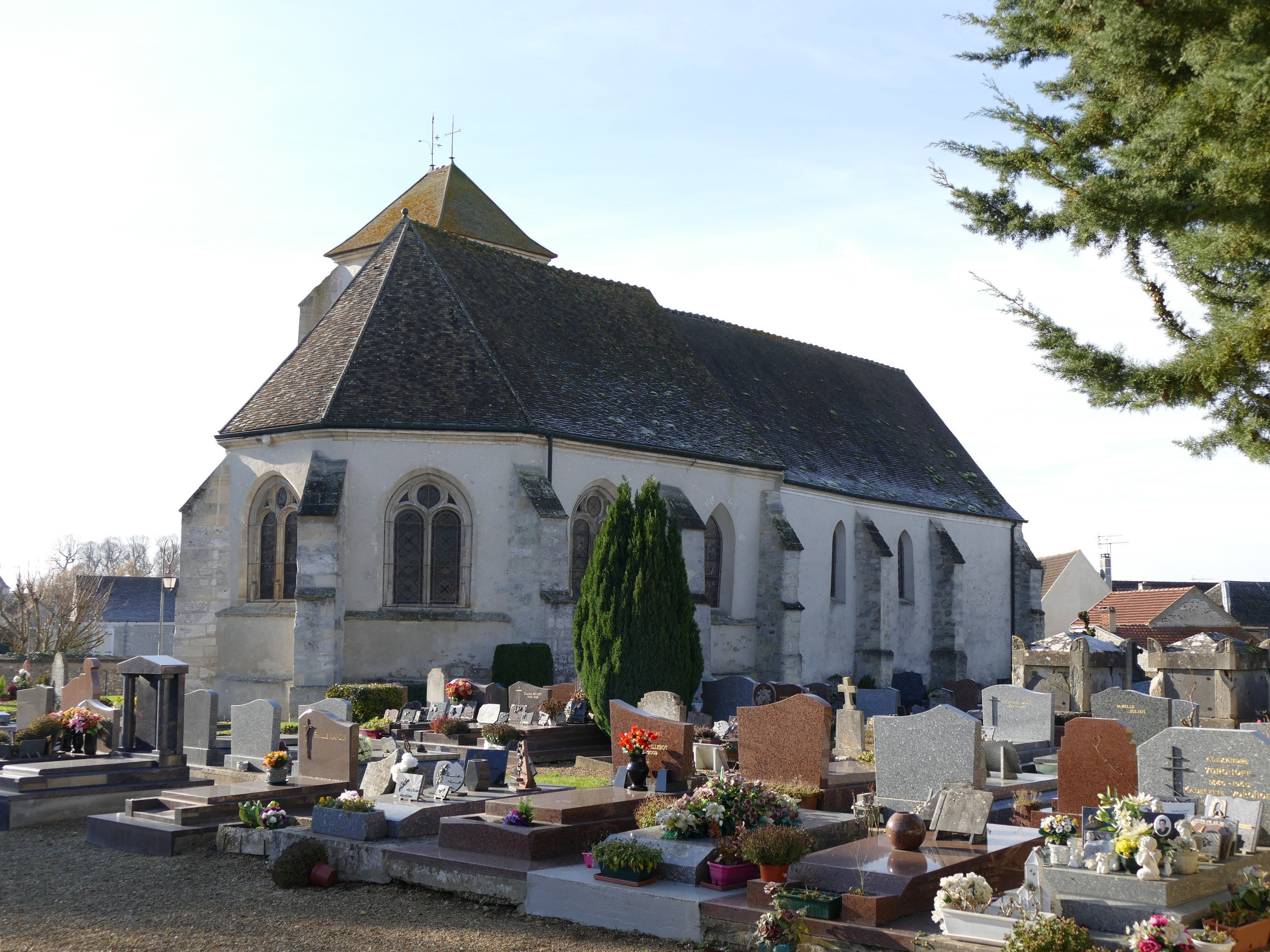
Le côté Nord